# Valentinas Normantas
Valentinas Normantas (* 1941) ist ein litauischer Schachspieler und Trainer.

## Leben
Normantas arbeitete als Schachtrainer an der Sportschule für Schach und Dame Vilnius. Einige Zeit war er auch Schuldirektor. Zu seinen Schülern gehörte der spätere Großmeister Vidmantas Mališauskas (* 1963). 1991 wurde er Internationaler Fernschachmeister. Seit 1995 trägt er den Titel eines Internationalen Fernschachgroßmeisters.
Normantas gewann die 34. Fernschacheuropameisterschaft (1987–1994).

## Auszeichnungen
- 2011: Plakette des Departments für Körperkultur und Sport bei der Regierung der Republik Litauen für seinen Beitrag im Schach[8]